# Rio Rangitikei

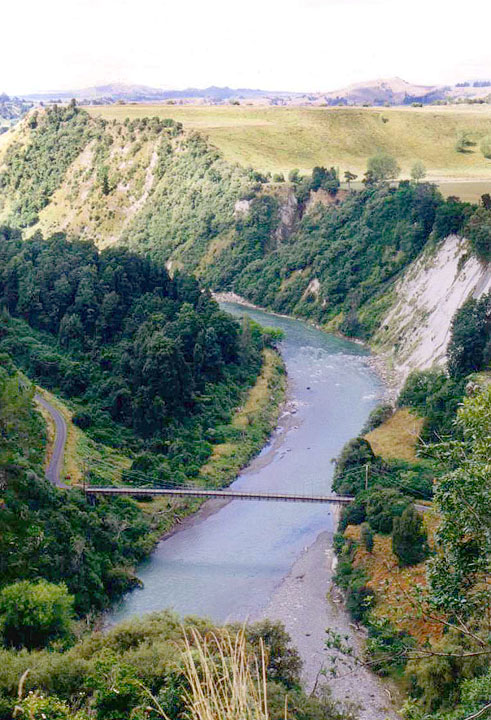

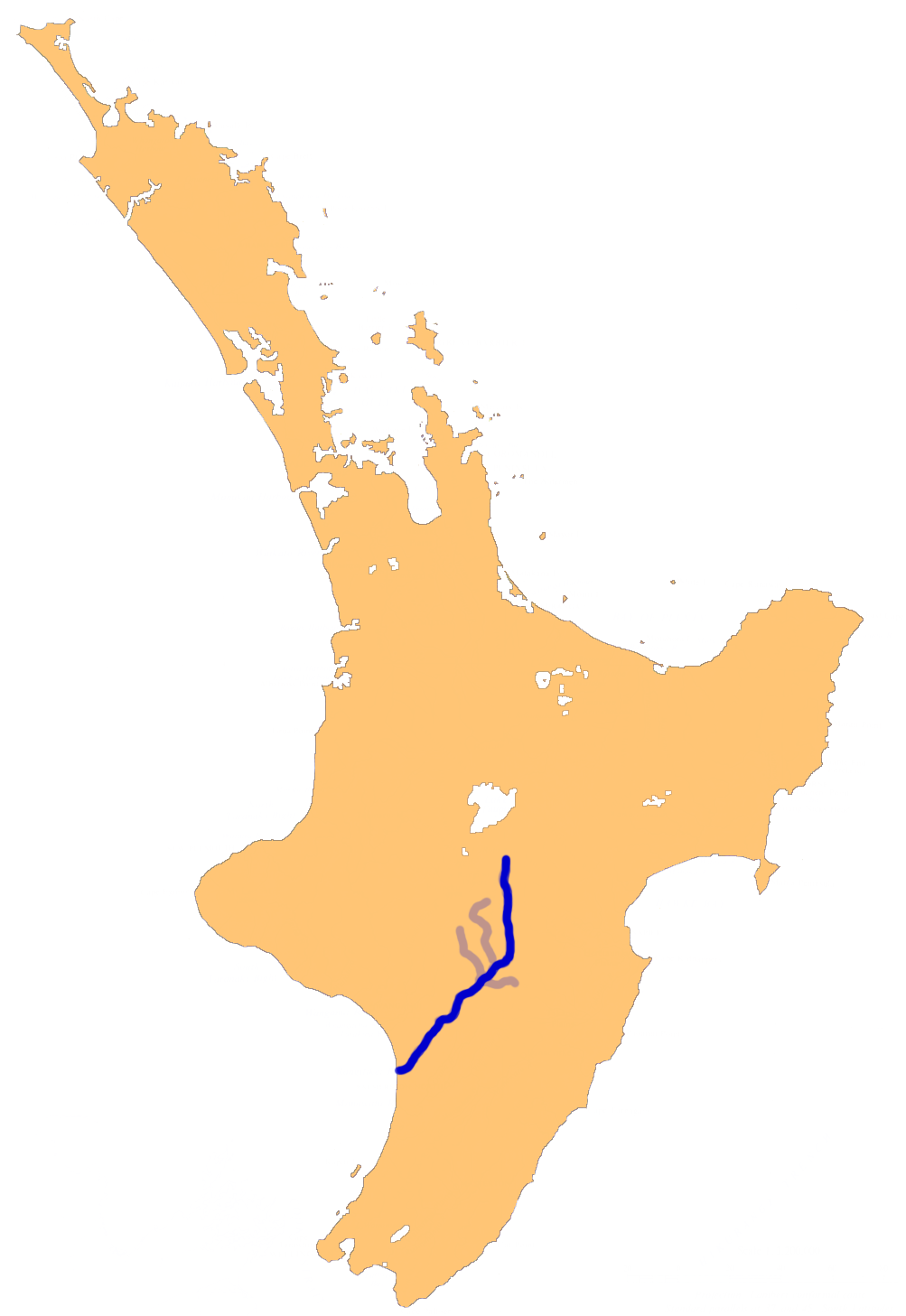

O rio Rangitikei é um rio localizado na Ilha Norte da Nova Zelândia, um dos mais extensos do país. O rio é um local popular de lazer e área de recreação para jetboating, rafting, caiaque e pesca, e inclui parques de campismo públicos ao longo de suas margens.